# Kujō Moronori
Kujō Moronori (九条 師教?   13 de junio de 1273 – 13 de julio de 1320) fue un kugyō (cortesano japonés de clase alta) y poeta que vivió durante la era Kamakura. Fue miembro de la familia Kujō (derivada del clan Fujiwara) e hijo del regente Kujō Tadanori.

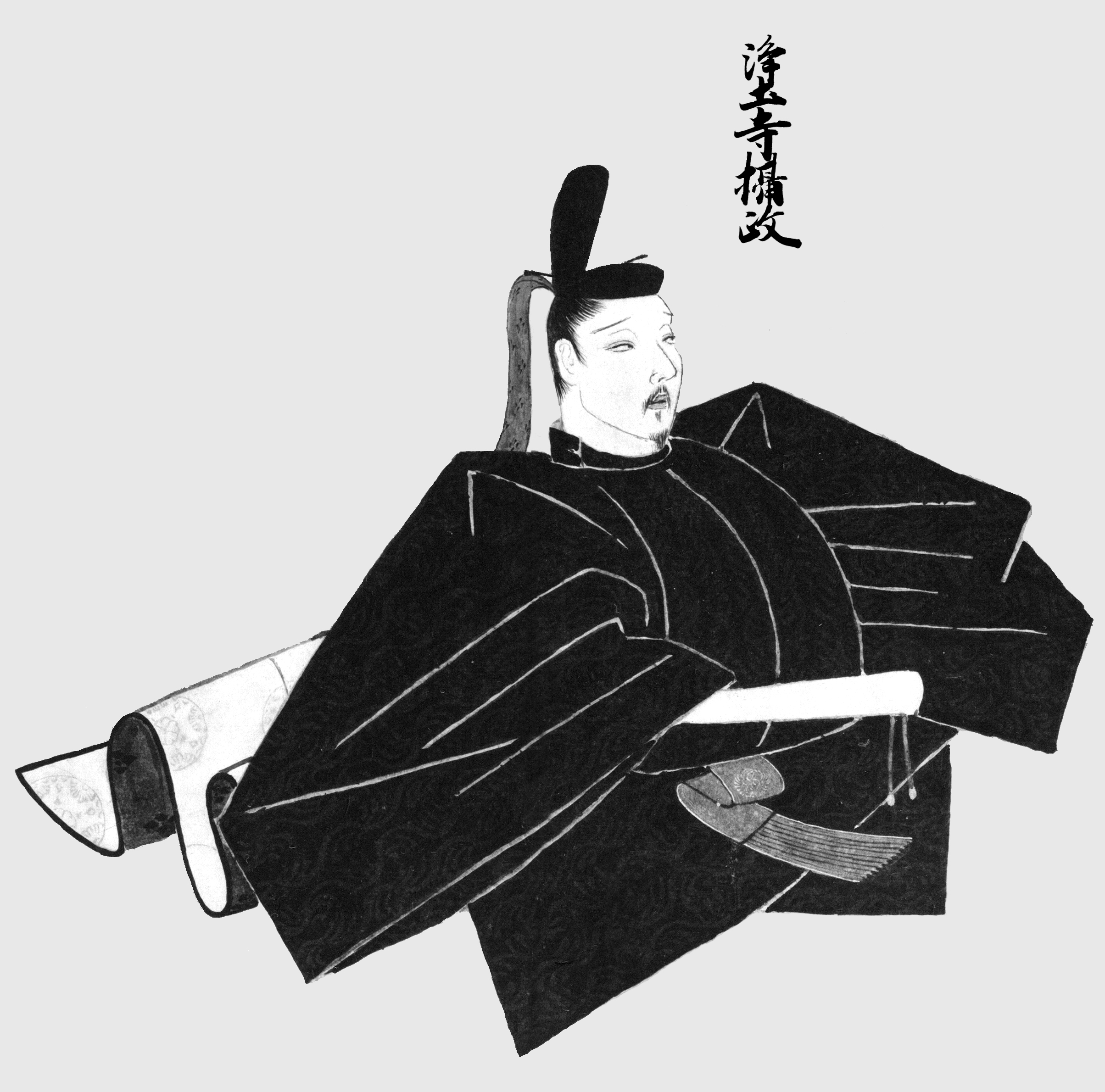
Kujō Moronori (ilustración del)

Ingresó a la corte imperial en 1281 con el rango jugoi superior, luego promovido al rango shōgoi y como chambelán en ese mismo año. En 1283 fue promovido a los rangos jushii inferior y superior, en 1284 al rango shōshii inferior, y en 1285 al rango jusanmi, como cortesano de clase alta. En 1286 fue ascendido al rango shōsanmi y en 1288 fue nombrado vicegobernador de la provincia de Harima, gonchūnagon y promovido al rango junii. En 1290 fue ascendido al rango shōnii y nombrado gondainagon.
Fue nombrado naidaijin en 1293 y promovido a udaijin desde 1297 hasta 1299, cuando fue nombrado sadaijin. En 1300 fue promovido al rango juichii y entre 1302 y 1303 fue tutor del Príncipe Imperial Tomihito (futuro Emperador Hanazono). En 1305 fue designado líder del clan Fujiwara y kanpaku (regente) del Emperador Go-Nijō hasta su muerte en 1308, y luego se encargó de la coronación y de la regencia (sesshō) del joven Emperador Hanazono por unos meses hasta que renunció.
No se conocen detalles posteriores hasta su muerte en 1320. Tuvo como hijo a Kujō Michinori (adoptado posteriormente por Kujō Fusazane) y adoptó a su hermano Fusazane como su propio hijo.
Como poeta de waka, Moronori compiló la antología Kagen Hyakushu en 1303 y 15 de sus poemas fueron incluidos en la antología poética Shingosen Wakashū.